# Bellegra
Bellegra és una ciutat i comune (municipi) de la ciutat metropolitana de Roma, a la regió italiana del Laci. L'1 de gener de 2018 tenia 2.841 habitants.
El seu nom original havia estat Civitella (del llatí: Civitas Vitellia). L'ajuntament va canviar aquest nom per l'actual l'any 1880, per la creença que la ciutat estava situada en un antic municipi anomenat Belecre, possiblement del llatí Bella aegra (guerres tacades de sang).